# Бехруз, Хашматулла Набиевич
Хашматулла Бехруз (1963 г. р.) — украинский учёный, специалист по сравнительному правоведению и исламскому праву. Доктор юридических наук, профессор нацуниверситета «Одесская юракадемия».

## Биография
Окончил юридический факультет Одесского государственного университета им. И. И. Мечникова (1988). В 1993—1998 годах ассистент кафедры теории и истории государства и права родного факультета. В 1998—2004 гг. ассистент, доцент кафедры теории государства и права, с 2004 г. доцент, профессор кафедры права Европейского Союза и сравнительного правоведения Одесской юракадемии (нацуниверситет).
В 1994 году защитил кандидатскую диссертацию «Проблемы правового государства и исламской государственности», в 2006 году защитил докторскую диссертацию «Эволюция исламского права: теоретико-компаративные исследования».
Автор более 140 научных работ, в том числе учебника «Сравнительное правоведение» и 4 монографий.
Член всеукраинской ассоциации сравнительного правоведения.